# Chtelnica
Chtelnica és un poble i municipi d'Eslovàquia que es troba a la regió de Trnava, a l'oest del país. La primera menció escrita de la vila es remunta al 1208.

## Demografia
| Godina             | 1994 | 2004   | 2014   | 2024   |
| ------------------ | ---- | ------ | ------ | ------ |
| Nombre de persones | 2524 | 2551   | 2593   | 2510   |
| Diferència         |      | +1,06% | +1,64% | −3,20% |

| Godina             | 2023 | 2024   |
| ------------------ | ---- | ------ |
| Nombre de persones | 2529 | 2510   |
| Diferència         |      | −0,75% |